# Stadtarchiv Dornbirn

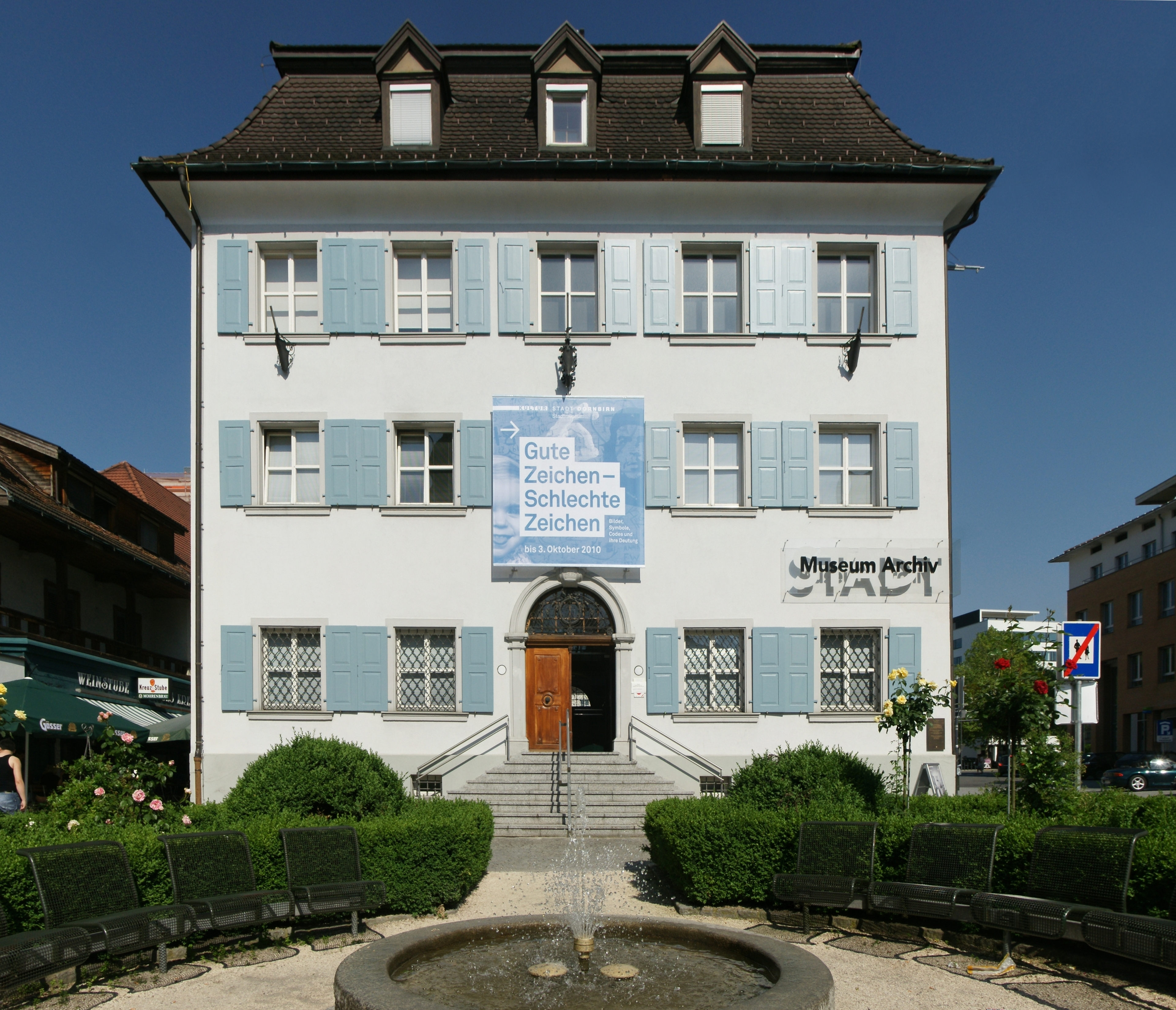
Das Gebäude des Stadtarchivs am Dornbirner Marktplatz.

Das Stadtarchiv Dornbirn ist eine Institution zur Dokumentation und Erschließung der Geschichte der Stadt Dornbirn im österreichischen Bundesland Vorarlberg. Es ist als städtische Einrichtung der Stadtverwaltung Dornbirns als Abteilung angegliedert. Seinen Sitz hat das Stadtarchiv im Lorenz-Rhomberg-Haus am Dornbirner Marktplatz.
Das Stadtarchiv hat die Aufgabe, historische Dokumente zu sichten, zu sammeln und zu archivieren. Die Experten des Stadtarchivs sind weiters für die Bestimmung von Dokumenten, Fotos und Akten zuständig. Diese erfüllen heute wesentliche Arbeit bei der Sensibilisierung der Dornbirner Bevölkerung für die Geschichte ihrer Stadt.

## Publikationen
Es werden vom Stadtarchiv auch Publikationen herausgegeben – wie etwa die „Geschichte der Stadt Dornbirn“, eine dreiteilige Stadtgeschichte zum 100-jährigen Stadterhebungsjubiläum im Jahr 2001.

Weiters erscheint regelmäßig die Buchreihe „Dornbirner Schriften“, in welcher sich Hobbyhistoriker in Zusammenarbeit mit dem Stadtarchiv der Erforschung geschichtlicher Themen widmen.